# Mary Prince
 (mars 2021).
Si vous disposez d'ouvrages ou d'articles de référence ou si vous connaissez des sites web de qualité traitant du thème abordé ici, merci de compléter l'article en donnant les références utiles à sa vérifiabilité et en les liant à la section « Notes et références ».
Mary Prince (1788 - 1833) est une esclave des Bermudes.
Le récit de sa vie, son autobiographie publiée en Angleterre dans les années 1830, a été un des livres qui ont le plus encouragé le mouvement pour l'abolition de l'esclavage en Grande-Bretagne.

## Biographie
« Ce que mes yeux ont vu, je pense qu'il est de mon devoir de le citer. La vérité doit être dite parce que peu de gens savent ce qu'est l'esclavage. »

— La Véritable Histoire de Mary Prince, esclave antillaise - Mary Prince
Mary Prince est une Antillaise, née en 1788 de parents survivants aux Bermudes Britanniques juste avant la Révolution française. Cette dernière va déclencher des mouvements libérateurs aux Antilles Françaises voisines. Les révoltes de masse sont inimaginables aux Bermudes car il y a peu d'habitants et de plantations et chaque famille ne possède qu'une poignée d'esclaves. Elle a été vendue à l'âge de 12 ans à un certain nombre de propriétaires brutaux. Elle subira donc des traitements épouvantables. Mary Prince a fini à Antigue appartenant à la famille Wood. 
Elle a épousé Daniel James, en décembre 1826. Ce dernier est un ancien esclave qui avait acheté sa liberté et qui ensuite avait travaillé comme charpentier et tonnelier. En ayant épousé celui-ci, elle a été sévèrement battue par son maître. 
Le père de Mary Prince est scieur. À l'époque ce métier était courant comme forgeron ou charpentier. Quant à la mère de Mary Prince, elle travaille dans la maison familiale.
Toute sa famille devient esclave.

### Son voyage en Angleterre
En 1828, lors d'un voyage en Angleterre avec ses propriétaires, elle décide de s'enfuir pour y trouver la liberté. En trouvant cette dernière, elle fait le choix de ne jamais revoir son mari. Ce sont donc ses derniers maîtres. Les mauvais traitements reçus l'ont brisée, et elle a de nombreux problèmes et séquelles. Les abolitionnistes de la société contre l'esclavage la prennent en charge et tiennent à rendre compte de son existence. 

La comédienne martiniquaise, par ailleurs passionnée par le créole, Souria Adèle, décide de remonter jusqu'à une source qui est le livre de Mary Prince. Elle propose à la manufacture de Paris, une première joile de représentations. La voici qui évoque les premiers contacts de Mary Prince en Angleterre avec les abolitionnistes, les premiers à porter la parole de cette dernière : 

« Une femme m'avait parlé de la société contre l'esclavage et m'avait accompagnée à leur bureau pour voir s'il pouvait m'aider pour retourner libre aux Antilles. Les messieurs de cette société nous avaient conduites chez un avocat qui avait étudié scrupuleusement ma situation. C'était le premier hiver que je passais en Angleterre. J'avais beaucoup souffert du froid, je louais une chambre dans une pension. Je devais acheter le charbon et les chandelles; au bout de onze semaines, il ne me restait plus rien de l'argent que j'avais économisé. J'avais dû retourner à la société contre l'esclavage pour demander du secours. Grâce à Dieu, j'étais entrée au service de M. et Mme Pringls chez qui j'étais depuis. Je m'étais faite de nombreux amis, dont le prêtre de ma paroisse. Grâce à lui je voyais mieux, j'entendais mieux la parole du Seigneur. Il me disait qu'il ne pouvait m'ouvrir les yeux du cœur et que je devais prier Dieu pour qu'il me change le cœur et qu'il me fasse connaître la vérité car selon lui seule la vérité me rendra libre. »

— La Véritable Histoire de Mary Prince, esclave antillaise - Mary Prince
Le capitaine William (Mr Pringls) était méchant et peu agréable avec les esclaves, en revanche Miss William ( Mme Pringls) était une maîtresse juste. « Miss Bense était la seule fille de Mme Pringls. On avait à peu près le même âge et j'étais très choyée par Miss Bense. Je l'aimais beaucoup. Elle me tenais par la main et elle m'appelait "sa petite négresse". Cette époque fut la plus belle de ma vie mais j'étais trop jeune pour bien comprendre ma condition d'esclave. Ma mère domestique, qui était esclave dans la même famille, a eu plusieurs beaux enfants ; trois filles et deux garçons. C'est elle qui nous avait élevés. Les taches confiées aux enfants étaient légères et on jouait avec Miss Bense aussi librement que si c'était notre sœur. Notre maître était un homme dur et égoïste et nous redoutions toujours le moment où il revenait d'un long voyage en mer. Mme Williams elle-même avait peur de lui et quand il était là elle n'osait pas être aussi douce avec les esclaves. Souvent il la délaissait pour aller retrouver une autre femme dans une île voisine. Ma pauvre maîtresse supportait ces mauvais traitements avec beaucoup de patience. Après ma mère, Miss Pringls était la personne que j'aimais le plus au monde. J'obéissais avec joie à ses ordres, non par peur du pouvoir de la loi du Blanc mais uniquement poussée par l'affection que je lui portais. » (Mary Prince). 
Des revers de fortune empêchèrent Miss Williams de garder Mary. Celle-ci fut louée à une voisine puis miss Williams mourut et le Capitaine Williams et son autre épouse décidèrent de la vendre en même temps que les deux sœurs de Mary. Sa mère allait être séparée de ses trois filles. 
Le récit de Mary Prince insiste à ce moment-là sur ses sentiments : « Nous avions pris la route pour Hambellion où nous étions arrivées vers 14h. Nous l'avions suivie jusqu'à la place du marché. Notre mère en pleurs nous avait placées en rond devant une grande maison dos aux murs, les bras croisés sur la poitrine. Comme j'étais l’aînée, j'étais la première puis Anna, Dina et notre mère debout sur le côté. Mon cœur battait si fort, de peur, je serrai mes mains sur ma poitrine mais ça ne me calma pas et il continua de cogner comme s'il allait jaillir hors de mon corps [...]. Le maître des enchères qui devait nous mettre en vente comme des moutons ou des vaches finit par s'approcher et demanda à ma mère laquelle de nous était la plus âgée. Sans un mot, elle me montra du doigt puis l'homme me prit par la main, m'emmena au milieu de la rue pour m'exposer à la vue des gens. Je fus vite entourée de gens qui me scrutaient ou me palpaient de la même manière que chez un boucher au moment d'acheter la viande. Avec les mêmes mots, il parlait de mon corps comme si je ne comprenais pas se qu'il disait, ensuite j'avais été mise en vente pour quelques livres. Les enchères étaient montées jusqu'à 57 livres et j'avais été vendue au plus offrant. Mes sœurs étaient, à leurs tours, vendues. Notre mère, en pleurs, nous avait serrées dans ses bras et embrassées. Elle nous avait dit d'être courageuses et obéissantes. » Mary Prince.

### Son retour aux Bermudes
Mary Prince se retrouvait aux Bermudes. Son nouveau maître se nommait "Ingan" et il ne pouvait être que moins bienveillant que les dames Williams ; c'est donc une sensation de descente en enfer ressentie par cette esclave. Son maître était une terreur, il faisait de nombreuses mauvaises choses comme capturer une femme au nom d'Etti qui va se lier avec Mary. « Cette femme était la plus travailleuse que j'avais jamais vue. J'aimais la regarder, c'était le seul visage amical que j'avais vu jusqu'à présent. Elle me donna un bon dîner et une couverture qu'elle confectionna elle-même. Cette nuit-là, comme elle n'avait pas terminé, son maître attrapa sa rigoise (son fouet) et juste après j'entendais les lanières claquer et les cris d'Etti résonnaient dans toute la maison. Elle répétait " par pitié maître ne me tuez pas complètement." ». Mary Prince. 
La femme d'Ingan était encore plus cruelle que son époux. « C'était une femme abominable et une maîtresse féroce. Elle passait ses nerfs sur deux petits garçons de la maison. L'un de ses enfants était un mulâtre appelé Sirus qui avait été acheté tout bébé arraché des bras de sa mère. L'autre Jack était un Africain de la côte du Guinée qu'un marin avait vendu ou donné à mon maître. Il ne se passait pas une journée sans que ces enfants reçoivent un traitement sévère sans raison. Mes maîtres semblaient tous deux penser qu'ils avaient un droit à les maltraiter, comme ils voulaient et souvent ils accompagnaient leurs ordres de coups. J'ai vu leurs chairs en lambeaux avec des entailles à vif. Jamais ils n'ont été un seul instant à l'abri d'un coup et ils vivaient continuellement dans la peur. Ma maîtresse ne se contentait pas d'utiliser le fouet, souvent elle les pinçait aux bras et au visage de la manière la plus cruelle. Mais ma pitié pour ces pauvres enfants s'est vite retournée contre moi-même car je fus taillée, fouettée, pincée par ses doigts impitoyables et j'étais exactement comme eux. Me mettre toute nue, me pendre par mes poignets, me tailler la chair avec la rigoise constituaient une punition ordinaire même pour des petites choses. Une fois j'ai réussi à m'échapper. Je ne sais pas où j'ai trouvé la force mais j'ai pu m'enfuir chez ma mère qui vivait chez Mr Richard Darell. Ma mère était effondrée de me voir dans cet état. Pour me soigner elle m'a caché dans un trou de rocher près de la maison. Elle m'apportait à manger la nuit une fois que tout le monde dormait. Mon père qui vivait toujours à Cuaren a fini par apprendre où j'étais cachée et il était venu me chercher pour me ramener chez mon maître. Je ne voulais pas y retourner mais j'étais forcée d'obéir. En arrivant à la maison, mon père avait dit au maître Ingan « Monsieur, je suis désolé que mon enfant ait dû s'enfuir de chez son propriétaire mais le traitement qu'elle a reçu est suffisant pour me briser le cœur d'ailleurs la vue de ses blessures a failli briser le bien. Pour l'amour de Dieu je vous supplie de lui pardonner sa fuite et d'être à l'avenir un bon maître pour elle. » Le Capitaine Lpgan avait répondu que j'étais traitée comme je le méritais et que je devais être punie pour m'être enfuie [...]." » Mary Prince
Le calvaire de Mary Prince à Spanish Point avait duré une demi-douzaine d'années. Le capitaine s'était finalement décidé à la céder. Il l'avait fait embarquer à destination d'îles Caraïbes qu'on appelle curieusement les îles Turques et Caïques spécialisées dans la production du sel.

### Ses nouveaux maîtres aux îles Turques et Caïques
Lorsque Mary Prince fut arrivée aux îles Turques et Caïques, son nouveau propriétaire se nommait Darell. « Mon nouveau maître était, effectivement, un Darell. Il était cousin de Mr Richard Darell chez qui ma mère vivait. Il était propriétaire des marais salants. J'avais été immédiatement envoyée dans l'eau salée comme les autres esclaves. On me donna un seau et une pelle et je devais me tenir debout avec de l'eau jusqu'au genoux de 4h à 9h du matin. On nous donnait alors du maïs bouilli que nous devions avaler le plus rapidement possible de peur que la pluie ne tombe et ne fasse fondre le sel. Le soleil incendiait nos crânes comme du feu et provoquait des cloques de sel sur des parties du corps qui n'était pas complètement couvertes. Du fait de rester tant d'heures dans l'eau salée, nous avions les pieds et les jambes pleins de terribles furoncles qui parfois nous rongeaient jusqu'à l'os. On travaillait jusqu'à la nuit noire en terminant après avoir fait de grand tas de sel et de retour à la maison, notre maître distribuait à chacun sa ration de maïs cru que nous devions piler pour le faire bouillir. Nous dormions dans une sorte de grand hangar divisé en parcelles étroites comme des stalles pour le bétail. Pour seul lit, on avait des planches fixées à des piquets dans la terre sans matelas ni couverture. Aussi le dimanche matin après avoir lavé les sacs à sel, on allait dans la broussaille chercher une grande herbe douce. On en faisait de petits fagots pour en poser nos pieds et nos jambes. Ils étaient si pleins de furoncles qu'aucun repos n'était possible à même les planches. Même en travaillant de l'aube jusqu'à la nuit, rien ne pouvait satisfaire Mr Robert Darell. Je croyais que ma vie serait meilleure loin de mes Capitaines Ingan mais j'avais vite compris que je n'avais fait que passer d'un boucher à un autre. Mon ancien maître avait l'habitude de me frapper furieusement en écumant de rage. Mr Darell, lui, gardait toujours son calme. Il donnait ses ordres pour qu'un esclave soit cruellement fouetté et tout en brisant et en déambulant il assistait au châtiment sans aucune émotion. Rien ne pouvait toucher son cœur de pierre, ni les larmes ni les soupirs ni le sang ni les prières. Mr Darell, lui-même, m'avait souvent mise toute nue, suspendue par les poignets, taillée avec la rigoise de ses propres mains jusqu'à ce que mon corps soit écorché à vif. Voilà un exemple qui montre bien de quelle manière les esclaves étaient traités sur cette île et cela n'avait rien d'exceptionnel. J'ai passé environ 10 années de ma vie à travailler dans les salines de l'île Turque lorsque mon maître a laissé son fils prendre les affaires. Il s'était retiré dans une maison qu'il avait aux Bermudes et il m'avait emmenée avec lui pour m'occuper de ses filles. J'étais contente parce que j'étais malade de l'île Turque et que mon cœur se languissait de voir ma terre natale, ma mère et ma famille. Mr Robert Darell avait l'habitude dégoûtante de me demander de le laver quand il était tout nu dans son baquet. Pour moi, c'était pire que les coups. Parfois, quand il m'appelait pour le laver, je n'y allais pas. J'avais honte de le voir, il venait alors pour me battre. Une fois il m'avait frappé si durement pour cela que finalement j'avais décidé qu'il était grand temps de me défendre. Je lui avais dit que je ne voulais plus vivre avec lui car il était trop vil, trop méchant, trop indécent sans aucune pudeur avec ses serviteurs comme avec sa propre chair. » Mary Prince. 

### Nouveaux maîtres pour Mary Prince: une chaîne sans fin
Après les faveurs de Mary Prince, Darell décida de l'emmener travailler plus loin à Antigua. Mister Wood avait fini par l'acheter. Mary Prince valait encore 100 livres comme lors de sa première vente. Mais à cause des mauvais traitements elle devenait rhumatisante voire impotente. Elle espérait que ses nouveaux maîtres allaient lui donner de meilleure tâche comme garder l'enfant de la famille. « Madame Wood avait dû engager une femme pour s'occuper de l'enfant. Elle s'appelait Marta Willcops. Elle se prenait pour une grande dame et me donnait des ordres comme si c'était ma maîtresse. Je trouvais très dur qu'une femme de couleur me donne des ordres ou ait un droit sur moi parce qu'elle était libre et que moi j'étais esclave. Elle avait du toupet, un sacré toupet. Sans aucune raison elle se payait de ma maîtresse pour la pousser à se mettre en colère. Madame Wood m'avait dit clairement que si je ne faisais pas plus attention, elle dirait à mon maître de me déshabiller et de me donner 50 coups de fouet. La mulatraisse se réjouissait de pouvoir me rabaisser. Elle créait des ennuis sans arrêt. Du jour où elle est arrivée, il n'y avait plus de paix, plus de repos pour les esclaves. » Mary Prince.
Les domaines des propriétaires étaient plus grands que ce qu'elle imaginait et pouvaient accueillir de grandes réunions d'esclaves dont Mary ne soupçonnait pas l’existence : des réunions religieuses. « À Noël, l'esclave qui gardait la propriété m'avait demandé de l'accompagner à une réunion méthodiste sur la plantation où vivait son mari. Je l'avais suivie et pour la première fois, j'avais compris ce que voulait dire prier. Une femme avait dit une prière et toute l'assemblée a chanté puis il y avait eu une autre prière et un autre chant et tour à tour chacun parlait de ses propres souffrances, comme Henrie, le mari de la femme que j'avais accompagnée. Il était commandeur surveillant d'esclave. Il confessa que c'était horrible d'avoir à battre sa propre femme ou sa sœur mais qu'il était obligé d'obéir à son maître. Moi aussi, je regrettais mes pêchés mais j'avais trop honte pour en parler. J'avais pleuré, toute la nuit j'avais prié Dieu pour qu'il puisse me pardonner. Cette réunion m'avait profondément impressionnée et m'avait menée jusqu'à l'église des frères Morav. Dès que j'en avais l'occasion, je suivais leur enseignement avec application. Les dames Morav m'avaient appris à lire et j'avais su très vite. Dans la classe il y avait toutes sortes de gens: jeunes, vieux et la plupart étaient libres. Après la leçon d'orthographe, on s'exerçait à lire dans la Bible. La lecture terminée, la missionnaire nous donnait un cantique à chanter. J'aimais beaucoup aller à l'église. C'était si solennel. Si j'avais demandé à ma maîtresse, elle ne m'aurait pas donné la permission d'y aller. Avant de fréquenter cette église je ne savais pas à quel point j'avais pêché. Lorsque j'ai réalisé que j'étais une grande pécheresse, j'en étais très effrayée et très affligée. Je priai Dieu de me pardonner chacune des fautes que j'avais commises pour l'amour du Christ. Je gardais toujours à l'esprit ce que les missionnaires m'apprenaient car je voulais tout faire pour mériter d'aller au Paradis. » Mary Prince
Le dimanche c'étaient les réunions religieuses à Antigua et la semaine Mary Prince réussissait à travailler pour elle-même. « Quand mon maître ou ma maîtresse s'absentaient j'avais beaucoup de temps pour moi. Je ne restais pas assise à ne rien faire je voulais par tous les moyens honnêtes de gagner assez d'argent pour pouvoir acheter ma liberté. J'avais pris du linge à laver, j'avais vendu des ignames et des vivres aux capitaines des navires. J'achetais un porc bon marché à bord d'un bateau et je le revendais le double du prix une fois à terre. Je gagnais bien aussi en vendant du café. Peu à peu j'avais pu me faire un peu de pécule et j'avais fini par demander à mes maîtres l'autorisation d'acheter ma liberté. Madame Wood s'était mise alors très en colère. Elle m'avait couverte d'injures, m'avait traitée de diable noir et m'avait demandée qui m'avait mis la liberté dans la tête. Je lui avais répondu "la liberté est si douce!". » Mary Prince
Nous sommes en 1828, Mister et Mrs Wood quittaient Antigua pour l'Angleterre où ils emmenaient leur enfant pour poursuivre ses études. Mary Prince les accompagna et elle savait que de fouler le sol de la métropole allait la rendre automatiquement libre. Mister et Mrs Wood le savaient aussi mais en réalité, ils ne voulaient pas le savoir pour surtout pas que Mary Prince leur dise qu'elle était libre.  « J'étais en Angleterre, mais sans savoir où aller ni comment gagner ma vie. J'étais étrangère ici, je ne connaissais personne et je ne voulais pas partir. À la suite d'une nouvelle querelle, Mr Wood m'avait menacée de nouveau d’appeler un agent de police pour me renvoyer dehors. Alors j'avais enfin pris courage et j'avais décidé de ne plus être traitée de cette façon. » Mary Prince

### Une liberté tant attendue
C'étaient des gens modestes et pro-abolitionnisme qui hébergèrent Mary Prince. Elle retrouva à Londres ses frères et la société contre l'esclavage. Cette société allait l'aider à formuler ses questions. Mary Prince se posa de nombreuses questions : « Pourquoi les esclaves sont si essentiels dans les autres pays alors qu'en Angleterre il n'y en a pas ? Pourquoi dit-on que les esclaves sont heureux dans leur rôle d'esclave alors que les personnes ne savent pas la vérité ? ». Mary Prince voulait dire la vérité aux Anglais. Ces derniers doivent prier Dieu et demander à leur roi d'affranchir tous les Noirs. L'esclavage doit disparaître à tout jamais d'après Mary Prince. « J'ai été esclave, j'ai ressenti ce que ressent une esclave et je sais ce qu'une esclave sait. » Mary Prince

## Livre de Mary Prince et hommage
Édité en 1831, le témoignage de Mary Prince va être porté aussitôt à la connaissance des parlementaires et il émeut beaucoup l'opinion britannique. Il va servir à la préparation de la loi de 1833 sur l'abolition de l'esclavage dans les colonies britanniques, qui est devenue effective dans les colonies britanniques en 1834.
Le 18 juin 2012, Mary Prince est choisie comme héroïne des Bermudes pour la journée nationale des Héros qui est un jour férié dans l'archipel. On parle de plus en plus d'elle dans les associations, livres, spectacles, musées.
Qu'il soit permis un petit pas de colère, le spectacle, exhibit B, résonne. Les représentations à Saint-Denis et à Paris ont provoqué la polémique. L'État a été mis vis-à-vis des performeurs noirs dans le rôle des anciens esclaves et des spectateurs qui déambulent, le tout, dans le plus grand silence; c'est ce silence auquel ne doivent pas être réduits les Noirs, qui a été mis en cause par des esprits accusateurs. Il faut garder à l'esprit que c'est un Blanc qui tenait la plume et qu'il n'a pas réellement vécu tous les supplices que les esclaves noirs ont subis.